# Metachirus
Metachirus — рід ссавців з родини опосумових. 

## Морфологічна характеристика
Голова й тулуб завдовжки 190—310 мм, хвіст завдовжки 195—390 мм, середня вага самців становить 490 грамів, а самиць — 350. Волосяний покрив короткий, щільний, шовковистий, на спині (часто темніє, коли наближається до крупа, і світлішає з боків) може змінюватися в залежності від місця проживання від червонуватого до жовтувато-коричневого й може мати тонкі бліді смуги вздовж спини; на черевній частині жовтуватого чи жовтувато-коричневого чи сірого забарвлення. Лице у них темне, майже чорне в деяких особин. Є білясті плями над кожним оком, мордочка та щоки бліді. Очі оточують червонувато-коричневі товсті смуги. Вуха коричневі й безволосі. Хвіст із рідкою шерстю довший за голову й тулуб і виглядає коричнюватим з білим кінчиком. Лапи білуваті.

## Середовище проживання
Metachirus мають ареал в Центральній і Південній Америці, від південної Мексики через Коста-Рику, Нікарагуа, Панаму, Болівію, Колумбію, Венесуелу на південь до пн.-сх. Бразилії, Парагваю й Аргентини, на схід до Гаяни, Французької Гвіани та Суринаму й на захід до Перу й Еквадору. Живуть від рівня моря до понад 2100 м. Середовища проживання включають і надвологі ліси рестінга, і серрадо, і прибережні ліси, і чагарники чи вторинні ліси з рідким підліском, але зазвичай вони селяться в районах із густим підліском.

## Спосіб життя
Це наземні, обережні, нічні (також можуть збільшити свою активність після дощу) й солітарні тварини, які створюють кулясті гнізда із сухого листя та гілок у лісовій підстилці та між корінням дерев. Переважно комахоїдні, загалом же споживають тарганів, мурах, жуків, термітів, багатоніжок, коників, мух, цикад, вуховерток, раків, равликів, павуків, фрукти, насіння, дрібних хребетних (ссавці, рептилії, амфібії), а також яйця. Хижаками є різні види сов й гарпії; також потрапляють під колеса автомобільного транспорту. 

## Життєвий цикл
Наразі мало інформації стосовно репродукції. Ймовірно, розмножуються протягом вологого сезону, з жовтня по квітень. Ймовірно, мають 2 виводки на рік (від 1 до 9, у середньому 5 дитинчат у виводку). Самиці не мають мішка, але замість цього мають одну бічну шкірну складку на череві з 5, 7 чи 9 молочними залозами. Максимальна тривалість життя оцінюється в 3–4 роки.

## Систематика
Metachirus
- вид Metachirus aritanai
- вид Metachirus myosuros (раніше — Metachirus nudicaudatus myosuros)
- вид Metachirus nudicaudatus